# 真夜中の戦士
『真夜中の戦士』（まよなかのせんし）は、永井豪による日本の漫画作品。

## 概要
初出は『週刊少年ジャンプ』（集英社）1974年17号に愛読者賞作品として掲載された短編。のちに大幅加筆され『週刊少年マガジン』（講談社）1981年39号から1982年45号にて連載された。
短編は筒井康隆から高く評価され、筒井によるアンソロジー『'74日本SFベスト集成』にも収録されている。
石森プロのアシスタント時代の境遇から着想を得た作品である。

## 短編のあらすじ
火鳥ジュンが目覚めると、そこは戦場だった。
孤島の端のトーチカにはジュンを含めた11人の戦士がおり、トーチカの外には9台の小型戦闘用ロボットが確認できた。11人とはいえまともな姿はジュンを含め男女2人ずつ。ほかは頭部が獅子、馬、竜だったり、頭に巨大な角を持っていたり、巨大なミサイルを背負っていた。また、ジュン以外は自分の名前すら記憶していなかった。獅子の頭部を持つ1人の戦士が手の中に「FIGHT」と書かれた紙を持っており、剣や槍、拳銃にミサイルなど装備に極端な差はあれど武器を所持していた。くわえて周囲の状況からここが戦場で、これから自分たちは孤島の反対側にあるもう1つのトーチカとの戦いを強いられると理解できたが、戦いの理由や目的は不明なままだった。互いに不安を抱きながら、ジュンは自分と同じ衣装と剣を持つ少女と惹かれ合っていく。
何一つ疑問は解決しないまま、否応なしに戦闘が始まった。
紙を所持していたことから獅子の頭部を持つ戦士がリーダーとなり、戦闘指示を行う。指示の中には瞬間移動して攻撃するなど、指示された本人が隠していた能力もあったが、獅子の頭部を持つ戦士すらも「頭の中に浮かんだ」と理由はわからないままだった。相手側も、自分たちと同様の武器・布陣であり、戦いは熾烈を極めた。
そんな中、ジュンと少女は「自分たちは産まれたばかりのロボットで、記憶など最初から無かったのではないか?」という疑問を抱く。事実、戦場で倒された敵味方の死体からは機械の部品が見えていた。パニックを起こす少女をジュンは抱きしめ、戦争が終わったら一緒に暮らすことを提案する。しかし、不意をつかれた少女は致命傷を負い、身体の中からは歯車やネジが飛び出し、黒いオイルが流れ出るのだった。視力を失った少女が自分の血は何色かとジュンにたずね、ジュンは真っ赤な熱い血だと答える。少女は安堵の表情で息を引き取った。
ジュンは敵の本陣めがけて吶喊。ついには獅子の頭をした相手の指揮官を打倒する。その指揮官は自分たちの戦いが何だったのかジュンに問いかけた。彼らもこの戦いの目的と意味を知らなかったのだ。
ジュン以外の戦士は全滅し、戦場に1人残った彼の前に突如として地下室への入り口が開いた。
地下には巨大な研究施設があり、そこにはジュンと同じ顔をした人間がいた。人間のジュンは戦争の目的を語る。自分は科学者であり、アンドロイドによる将棋、戦争ドラマを楽しみたかったのだ。よりドラマチックにするために、感情移入するために自分と同じ外見のアンドロイドを作り、恋愛感情すらプログラミングした。戦争のスリル、サスペンス、虚しさ、そして戦場での恋と喪失。素晴らしい出来であった、と。
ジュンは剣を振りかざし、人間のジュンを斬った。人間のジュンは「戦争の素晴らしさ」を体験させてやったのにと、この仕打ちが理解できなかった。アンドロイドのジュンは「将棋の駒にされた者の気持ちがわかるか」と絶叫する。

## 第1部第2章のあらすじ
アンドロイド管理局に回収されたジュンは調査を受けることとなった。その結果、身体能力は高いものの通常のアンドロイドであり、人間に危害を加えるよう特別に細工された個体でないことが判明する。アンドロイド管理局局長マリオ・バラードはジュンを解体処分するという意見を退け、アンドロイド同士が殺し合いをするデオノン・コロシアムにジュンを送り込んだ。
時は29世紀。人間同士の戦いはなくなっていたが、人間たちはアンドロイドを狩りの対象としたり、アンドロイド同士の殺し合いを見ることが娯楽となっていた。マリオ・バラードはジュンを利用し、アンドロイドに反乱を起こさせ、それを機に世界からアンドロイドの一掃をもくろんでいた。
マリオの思惑通り、ジュンとコロシアムのアンドロイド剣士たちは人間への反抗を決める。荒野に隠れ住んでいた逃亡アンドロイドたちもジュンに呼応し仲間のアンドロイドの遺体から作ったミサイル「ファイアーバード」（アンドロイド・火鳥ジュンの名にちなむ）をデオノン・コロシアムのあるドーム都市に撃ち込んだ。
かくして、アンドロイドと人間との間の戦争が始まる。
以下、未完。

## 書籍情報
- 永井豪傑作選3 SUN COMICS 朝日ソノラマ 1974年発行 短編(誕生編)のみ
- 永井豪SF傑作集3 KCマガジン 講談社 1978年6月20日発行 短編(誕生編)のみ
- 永井豪SF傑作集(1) 真夜中の戦士 講談社 1987年2月4日発行 ISBN 4-06-101301-7 短編(誕生編)のみ
- 真夜中の戦士 KCフェニックス 講談社 1997年5月21日発行 ISBN 4-06-329016-6
- 真夜中の戦士 シリーズ昭和の名作マンガ 朝日新聞出版 2008年10月21日発行。ISBN 978-4-02-214009-8
- 怖すぎる永井豪 ～ススムちゃん大ショック編～ 徳間書店 2018年2月1日発行 ISBN 978-4-19-780619-5 短編(誕生編)のみ

## 舞台
2024年11月23日から12月1日まで、すみだパークシアター倉で上演。主演は赤西礼保。ヒロイン役の星乃まりなが急病により降板となり、松岡里奈が代役を務めた。それによりスケジュール調整のため23日18:00回が中止になっている。

### キャスト
自陣
- ナンバー1 - 土井一海
- ナンバー2 - 茶谷優太
- ナンバー3 - 松藤拓也
- ナンバー4 - 阿佐美貴士
- ナンバー5 - 赤西礼保
- ナンバー6 - 青柳伽奈
- ナンバー7 - 星乃まりな（降板）→松岡里奈
- ナンバー8 - 福山聖二
- ナンバー9 - ゆゆ・THE・エクスカリバー（アイオケ）
- ナンバー10 - 稲垣政成
- ナンバー11 - 玉置優允

敵陣
- ナンバー1 - 吉田共朗
- ナンバー2 - 小林諒大
- ナンバー3 - 石垣コタツ
- ナンバー4 - 野島匡矢
- ナンバー5 - 葉月楓
- ナンバー6 - 平野夏帆
- ナンバー7 - 辻ニイナ
- ナンバー8 - 松橋慶
- ナンバー9 - 戸谷理
- ナンバー10 - 稲垣政成
- ナンバー11 - 玉置優允

その他
- 局員 - 野田真実
- ブルム - 五十嵐啓輔
- マリオ・バラード - 市川大樹
- 声の出演 - 高野八誠

### スタッフ
- 脚色・演出：朱木雀空

## 関連
- 『不条理日記』 - 吾妻ひでおの漫画作品。多くのSF作品のパロディを含むが、「転生篇」において本作がネタにされている。ただし、こちらは将棋の駒ではなく、麻雀の牌。